# Мир тесен
Экспериме́нт «Мир те́сен» (англ. Small world experiment) представляет собой серию экспериментов, проведённых в США американским социальным психологом Стэнли Милгрэмом в 1967 году. Цель эксперимента — поиск и анализ средней длины пути между объектами социальной сети, где длина пути — это количество связей между людьми (одна связь составляет одну единицу длины пути), объекты — это люди, принимавшие участие в эксперименте, которые и составляют в данном случае социальную сеть. Это новаторское исследование предполагало, что человеческое общество представляет собой сильно связную, иными словами «тесную», сеть, которая характеризуется короткими путями между двумя случайными вершинами графа. В дискретной математике существует граф, имеющий название «Мир тесен», который характерен тем, что большинство вершин не является соседними, но практически в любую вершину можно попасть за небольшое количество шагов.
Главным результатом эксперимента «Мир тесен» является то, что объекты социальной сети имеют длину пути в среднем равной шести. Говоря простыми словами, это значит, что два случайно взятых человека знакомы друг с другом на расстоянии в среднем в пять человек. Эксперимент подвергся вполне обоснованной критике, но последующие исследования, проводившиеся в том числе и с помощью электронной почты, показывали аналогичные результаты.
Эксперимент Милгрэма зачастую ассоциируется с актуальной в последние годы теорией — «Теорией шести рукопожатий», хотя эта теория, по сути своей, является результатом эксперимента Стенли Милгрэма.

## Исторические предпосылки
Одним из самых ранних упоминаний «Теории шести рукопожатий» и формулировки проблемы «Мир тесен» считается работа венгерского писателя Фридьеша Каринти. Работа заключалась в поиске ответа на вопрос, возможно ли найти человека, который не будет знаком с другим человеком более чем через пять людей .
В начале 1950-х математик Манфред Кохен и политолог Итиэль де Сола Пул написали математическую рукопись «Контакты и Влияния» («Contacts and Influence»), пока работали в Парижском университете. Во время написания рукописи университет посетил Стенли Милгрэм, которого очень заинтересовала эта тема. Написанная рукопись не была опубликована и распространялась среди учёных в течение 20 лет до публикации в 1978 году. В ней были строго сформулированные математические аспекты работы социальных сетей. Данная рукопись поставила большое количество вопросов о сетях, и один из вопросов был связан с количеством звеньев реальной социальной цепи между двумя её объектами.
По возвращении из Франции Стенли Милгрэм решил ответить на этот вопрос. В 1967 его эксперимент получил название «Мир тесен» и обзорная информация о нём была опубликована в популярном журнале «Psychology Today» и в более строгой форме в журнале «Социометрии» двумя годами позже. Статья в «Psychology Today» создала хорошую рекламу для эксперимента.

## Эксперимент
Один из способов решить поставленную проблему — это узнать, с какой вероятностью две случайно взятые персоны будут знать друг друга. Для этого представляем человечество в виде социальной сети (граф) и пытаемся найти среднюю длину пути между двумя узлами (между двумя людьми).
Милгрэмом был разработан алгоритм для подсчета количества связей между двумя людьми для проведения эксперимента. По ходу эксперимента Милгрэм измерял длину пути.

### Ход эксперимента Милгрэма

Один из возможных вариантов хода эксперимента Милгрэма «Мир тесен»

1. В рамках эксперимента в 1967 году Милгрэмом были выбраны максимально удалённые друг от друга города США — как географически, так и социально. Стартовой точкой послужили города Омаха, штат Небраска, и Уичито, штат Канзас, конечной точкой был выбран город Бостон, штат Массачусетс.
2. Письма с необходимой информацией были отправлены случайно выбранным людям в Омаху и в Уичито. В письме содержалась информация об эксперименте, авторе эксперимента, а также сведения о человеке, проживающем на данный момент в Бостоне, который и является тем самым целевым контактом в эксперименте. Именно с ним необходимо выяснить наличие связи. Также в письме содержался реестр, в котором регистрировались все участники, таким образом, исследователи могли отследить количество звеньев в цепи до итогового получателя.
3. После приглашения к участию человек должен был, если он знал целевой контакт, лично отправить ему письмо.
4. В более вероятном случае, если человек из Бостона был ему не знаком, необходимо было выбрать среди своих знакомых тех, кто с большей степенью вероятности должен был быть знаком с целевой персоной.
5. В итоге, если письмо достигало пункта назначения, проводился подсчет участников и делались соответствующие выводы.

### Результаты
Вскоре после начала эксперимента письма начали прибывать к цели и исследователи стали получать данные с писем. Иногда в цепи присутствовало всего два человека, иначе говоря, письмо прибыло к цели за два «прыжка», в то время как некоторые цепи состояли из девяти или десяти «прыжков». Одной из проблем, с которой пришлось столкнуться исследователям, являлось то, что часто люди просто отказывались передавать письмо дальше, и, таким образом, письма не достигали цели вовсе.

Модель «Теории шести рукопожатий»

В результате, в ходе эксперимента из 296 писем цели не достигло 232 письма. Но, тем не менее, 64 письма всё же дошло, и цепочка от отправителя до получателя в среднем была длиной в 5,5 или 6 человек. Таким образом, исследователи пришли к выводу, что люди в Соединённых Штатах знакомы друг с другом с расстоянием примерно шесть человек в среднем. Ввиду полученных данных широкое распространение получила «Теория шести рукопожатий», которая является результатом эксперимента Милгрэма, хотя сам Милгрэм не имеет прямого отношения к ней.
В результате ряда попыток проведения эксперимента «Мир тесен» на основании данных реестра писем, помимо установления средней длины цепи, были сделаны выводы относительно того, каким образом люди выбирали знакомых для пересылки письма. Главным фактором для выбора была географическая близость знакомых к цели. Отсюда очень большое количество писем оказывалось достаточно быстро в непосредственной близости от цели назначения в Бостоне (в одном штате или даже городе), но не так быстро доходило до адресата.

### Критика
Существует целый ряд методологических исследований, подвергших критике эксперимент Милгрэма. Эти исследования предполагают, что средняя длина пути на самом деле может быть больше или меньше, чем у Милгрэма.
Некоторые замечания приведены ниже:
1. Профессор психологии Джуди Клейнфилд[англ.] утверждает, что полученные результаты эксперимента Милгрэма недостоверны. Во-первых, «стартовые» персоны были завербованы через объявления, на которые обращали внимание те люди, которые считали, что они имеют большое количество знакомых по стране. Вторая проблема связана с тем, что чем больше становилась цепь, тем больше росла вероятность того, что на пути встретится участник, который не захочет продолжать цепь. Таким образом, представленная в результате исследования Милгрэма средняя длина пути далека от реальной. Профессором было предложено несколько способов исправить результаты, в частности, использовать так называемый «Анализ выживаемости» для того, чтобы учесть длину пути до её прерывания на одном из этапов[5].
2. Одной из ключевых особенностей методологии Милгрэма является то, что участникам самим предлагается выбрать такого человека среди своих знакомых, который вероятнее всего знаком с целевым объектом. И, ко всему прочему, выбор падает на тех знакомых, с которыми у них отношения лучше. Таким образом, участники цепи могут отправить письмо адресату, находящемуся намного дальше от цели, и увеличить длину пути, что приводит к предвзятости и необходимости переоценки средней длины пути.
3. Описание различных вариантов социальных сетей всё ещё остаётся открытым вопросом[6]
4. До сих пор существуют такие общины, как сентинельцы (см. также неконтактные народы). Своей полной изолированностью от мира они нарушают принцип глобальных сетей. Тем не менее, эта группа населения очень мала и не растёт, что делает её наличие незначительным статистическим отклонением[источник не указан 1285 дней].

Помимо указанных методологических замечаний, существуют ещё несколько концептуальных вопросов, которые находятся на стадии обсуждения.

## Влияние

### В социальных науках
Малкольм Гладуэлл в своей книге «Переломный момент», основанной на статьях, первоначально опубликованных в газете «The New Yorker», собирает воедино социологические исследования по проблеме «Мир тесен» и утверждает, что средняя длина пути, равная шести, довольно сильно зависит от нескольких неординарных людей («соединителей»), которые имеют большое количество контактов и друзей. Именно эти «центры» являются посредниками между подавляющим большинством «более слабых» по контактам лиц. Однако в последних работах о воздействии явления «Мир Тесен» на передачу болезни автор указал, что в связи с сильной связностью социальных сетей устранение подобных «центров» мало влияет на среднюю длину пути.

### Математики и актеры
Существуют небольшие общности людей, характеризующиеся довольно тесными как личными, так и профессиональными взаимосвязями. Например, математики или актёры. Математиками было выдвинуто понятие Число Эрдёша — шуточный метод определения кратчайшего пути от какого-либо учёного до венгерского математика Пола Эрдёша по совместным научным публикациям. Аналогичная работа была проведена для актёра Кэвина Бейкона и актёров, появлявшихся в фильмах вместе с ним. Она имеет название «Шесть шагов до Кевина Бейкона» — игра, участники которой должны не более чем за 6 переходов найти связь между загаданным актёром и Кевином Бейконом через актёров, вместе с которыми они снимались. Существует также комбинированный вариант этого понятия, число Эрдёша — Бэйкона.

## Текущие исследования
Вопрос «Мир тесен» остается достаточно популярной темой исследований и сегодня, некоторые эксперименты ведутся по-прежнему. Например, Питер Доддс, Роби Мухамад и Дункан Ваттс провели первое крупномасштабное повторение эксперимента Милгрэма, с участием 24163 электронных писем и 18 целей по всему миру. Также установлено, что средняя длина цепи примерно равна шести, даже с учетом «истощения» (остановка передачи письма одним из участников). Критика, которая обрушилась на эксперимент Милгрэма, абсолютно также относится и к этому эксперименту.

## Модели сети
В 1998 году Дункан Ваттс и Стивен Строгац из Корнеллского университета предложили первую модель сети «Мир тесен». Они показали, что в сетях как естественно существующих, так и в созданных человеком, в таких как нейронная сеть, C. elegans и электрические сети, проявляется феномен «Мир тесен». Ваттс и Строгац показали, что начиная с обычной решетки и последующего добавления любого количества случайных связей, уменьшается диаметр — самый длинный путь между двумя любыми вершинами в сети, делая из самого длинного пути, самый короткий. Математическая модель, которую разработали Ваттс и Строгац для объяснения этого явления, стала широко применяться в различных областях. По словам Ваттса:

«Я думаю, что мне пришлось контактировать с людьми из различных сфер деятельности за пределами английской литературы. Ко мне приходили письма от математиков, физиков, биохимиков, нейрофизиологов, эпидемиологов, экономистов, социологов. Помимо этого, от людей из сферы маркетинга, информационных систем, гражданского строительства, бизнес-предприятий, которые используют концепцию „Мир Тесен“ для целей в сети Интернет».
Оригинальный текст (англ.)I think I've been contacted by someone from just about every field outside of English literature. I've had letters from mathematicians, physicists, biochemists, neurophysiologists, epidemiologists, economists, sociologists; from people in marketing, information systems, civil engineering, and from a business enterprise that uses the concept of the small world for networking purposes on the Internet.

В итоге, их модель продемонстрировала правильность исследований Марка Грановеттера, заключавшихся в том, что «большая сила заключена в слабых узлах», которые, в свою очередь, скрепляют социальную сеть. И хотя с тех пор эта модель была обобщена Джоном Клейнбергом, она остается основным тематическим исследованием в области сложных сетей. В теории сетей хорошо изучена модель сети «Мир тесен» (здесь речь идет о графе англ. Small world network). Ряд классических результатов, полученных на случайном графе, демонстрируют, что даже в сети без реальной топологической структуры проявляется феномен «Мир тесен», который математически выражается как диаметр сети, растущий пропорционально логарифму числа узлов (а не пропорционально числу узлов, как в случае решетки). Этот результат также отображается на сетях с показательным распределением, таких как безмасштабная сеть.
В информатике «Мир тесен» используется для развития безопасного однорангового протокола (англ. peer-to-peer, P2P), для развития новых алгоритмов маршрутизации в сети Интернет и в специальных беспроводных сетях, а также алгоритмов поиска в сетях связи всех видов.

## Эксперимент Милгрэма в поп-культуре
Современную поп-культуру нельзя представить без социальных сетей не только в США, но и по всему миру. В частности, понятие шести рукопожатий стало частью коллективного разума. Появление сайтов социальных сетей, такие как Facebook, Friendster, MySpace, XING, Orkut, Cyworld, Bebo и другие, привело к увеличению связности интернет-пространства, что, как следствие, привело к сильной связности людей во всём мире.